# Лека Дукагини
Лека Дукагини (на албански: Lekë Dukagjini) е албански католически владетел на т.нар. Княжество Дукагини.
Произлиза от рода Дукагини и наследява своя баща Пал II Дукагини. Съвременник е, а и съперник на Скендербег.
Лека Дукагини е известен със законника „Канун на Лека Дукагини“, кодифициращ северноалбанското обичайно право. След Скендербег управлява Албания. Елемент на северноалбанското обичайно право е вендетата. Като практика на отмъщението, тя е отменена официално от Енвер Ходжа.
Допуска се, че Лека Дукагини присъства в българския фолклор като героя Дете Дукадинче, наред с други исторически личности, превърнали се в персонажи от народния епос като Крали Марко, Момчил войвода, Янош Хуняди (Янкул войвода) и Филип Маджарин.